# Wilhelm Döring (Politiker)
Friedrich Wilhelm Julius Döring (* 4. November 1896 in Groß-Gerau; † 4. Februar 1973 in Gießen) war ein deutscher Politiker der LDP in der DDR. Er war Mitglied des Thüringer Landtages und der Länderkammer der DDR. 1953 flüchtete er in die Bundesrepublik Deutschland.

## Leben
Döring wurde am 4. November 1896 in Groß-Gerau als Sohn eines Kaufmannes geboren. Er besuchte die ortsansässige Höhere Bürgerschule bis zur Erlangung der Prima-Reife und begann anschließend ab 1911 eine kaufmännische Lehre bei der Adam Opel AG im benachbarten Rüsselsheim. Bis 1915 wurde Döring nach seiner Lehre als technischer Einkäufer bei den Opelanern beschäftigt. Danach wurde er zum Militärdienst gezogen, wo er bei der Fußartillerie an der Westfront diente. Dort geriet er am 14. Dezember 1916 in französische Kriegsgefangenschaft, aus der er erst am 4. März 1920 entlassen wurde. Dennoch gelangte Döring wieder schnell in Beschäftigung, schon am 1. April 1920 nahm er seine Tätigkeit bei seinem alten Arbeitgeber Opel als Einkäufer wieder auf. Er arbeitete dort bis zum Ende des Jahres 1924, zuletzt als Abteilungsleiter. Mit Jahresbeginn 1925 war Döring nun als Einkaufschef der Firma Automobil- & Maschinenfabrik Rudolf Ley im thüringischen Arnstadt tätig. Für diese Firma, mit der es schon kurz darauf stetig bergab ging, arbeitet er bis Ende 1930, danach machte Döring sich als Handelsvertreter selbständig. Kurz nach Ausbruch des Zweiten Weltkrieges wurde Döring am 26. Oktober 1939 wieder zum Militärdienst eingezogen, er diente kurzzeitig als Gefreiter in einem Landesschützen-Bataillon, wurde aber am 22. Januar 1940 schon wieder entlassen. Anschließend widmete Döring sich wieder seiner Tätigkeit als selbständiger Handelsvertreter, mit er offensichtlich auch das Kriegsende überstand. Unter der neuen, sowjetischen Besatzungsmacht stieg Döring nun in die Lokalpolitik ein, allerdings im Raum Eisenach, in dem er nun lebte. Bis dahin war Döring nur von 1912 bis 1925 Mitglied des Gewerkschaftsbundes der Angestellten gewesen. Er entwickelte sich in der Folge zu einer der prägenden Figuren der neugegründeten Liberaldemokratischen Partei LDP im Kreis Eisenach. Döring gehörte zu den Gründungsmitgliedern der LDP im August 1945 in Eisenach. Speziell im Raum Eisenach erreichte die LDP in der Folge eine große Wählerschaft, sie stellte von 1946 bis 1990 den Oberbürgermeister von Eisenach. Vom 13. August 1945 bis zum 15. Juli 1947 war Döring zunächst Schriftführer des Kreisverbandes Eisenach, danach wurde er zum Vorsitzenden des LDP-Kreisverbandes Eisenach gewählt. In dieser Funktion gehörte Döring auch zum geschäftsführenden Landesvorstand der LDP in Thüringen. Auf dem Landesparteitag der LDP am 9. und 10. März 1949 wurde er zum 2. stellvertretenden Landesvorsitzenden gewählt, in diesem Amt verblieb er bis zum 11. März 1951. Mit den landesweiten politischen Funktionen begann für Döring auch eine Zeit als Parlamentsabgeordneter. Vom Thüringer Landtag wurde er im Oktober 1949 als einer von 6 Landesvertretern für die neugeschaffene Provisorische Länderkammer der DDR benannt. Auch 1950 wurde Döring erneut als einer von zehn Vertretern Thüringens in die Länderkammer der DDR vom Thüringer Landtag entsandt. Zugleich kandidierte Döring bei den Landtagswahlen 1950 für ein LDP-Mandat im Thüringer Landtag und wurde auch in diesen gewählt. Dem Landesparlament gehörte er bis zu seiner Auflösung im Juli 1952 an. Am 25. Mai 1953 flüchtete Döring in die Bundesrepublik Deutschland in der Folge wurde er aus der LDPD ausgeschlossen. Döring starb knapp 20 Jahre später nach dieser Flucht am 4. Februar 1973 im hessischen Gießen.